# Higuera de Vargas
Higuera de Vargas település Spanyolországban, Badajoz tartományban. Higuera de Vargas Alconchel, Olivenza, Barcarrota, Jerez de los Caballeros, Zahínos és Villanueva del Fresno községekkel határos. Lakosainak száma 1856 fő (2024).

## Népesség
A település népessége az utóbbi években az alábbiak szerint változott:
| Lakosok száma | 2230 | 2167 | 2158 | 2154 | 2108 | 2028 | 2011 | 1955 | 1930 | 1856 |
|               | 2001 | 2004 | 2006 | 2009 | 2011 | 2014 | 2016 | 2019 | 2021 | 2024 |